# Scopula africana
Scopula africana är en fjärilsart som beskrevs av Emilio Berio 1937. Scopula africana ingår i släktet Scopula och familjen mätare. Inga underarter finns listade.